# 加斯佩里纳
加斯佩里纳（義大利語：Gasperina），是意大利卡坦扎罗省的一个市镇。总面积6平方公里，人口2192人，人口密度365.3人/平方公里（2009年）。ISTAT代码为079056。